# Paradise (EP)
Paradise é o terceiro extended play (EP) da artista musical estadunidense Lana Del Rey. Inicialmente previsto para ser comercializado apenas como uma reedição do segundo álbum de estúdio da artista, Born to Die (2012), o material acabou por ser editado de forma independente e enviado às lojas simultaneamente àquela em 9 de novembro de 2012 na Austrália e no dia 13 do mesmo mês nos Estados Unidos, através das gravadoras Interscope e Polydor Records. Musicalmente, o projeto deriva de estilos pop barroco e independente, e possui elementos do rock alternativo e do sadcore. Composto pelas faixas que fazem parte da reedição, o disco reflete-se ao amor e aos lados positivo e negativo da fama experimentados, por Del Rey em meio à repercussão que causara na indústria da música entre 2011 e 2012.
Paradise foi recebido com análises favoráveis pelos críticos contemporâneos, que apreciaram o seu conteúdo lírico e o seu estilo musical, embora alguns tenham mostrado-se negativos quanto aos temas semelhantes aos do lançamento predecessor de Del Rey. O projeto foi indicado à categoria "Melhor Álbum Vocal Pop" nos Grammy Awards de 2014, mas perdeu para Unorthodox Jukebox (2012), do compatriota Bruno Mars. Comercialmente, o trabalho obteve um desempenho moderado, alcançando as vinte melhores colocações das tabelas musicais de países como a Austrália, o Canadá e a Nova Zelândia. Nos Estados Unidos, atingiu a décima colocação da Billboard 200, com vendas iniciais de 67 mil exemplares. Em algumas tabelas musicais, contudo, o trabalho constatou como a reedição do CD, Born to Die: The Paradise Edition.
O seu single inicial, "Blue Velvet", um um cover do grupo The Clovers, de 1954, atingiu um desempenho fraco. O segundo, "Ride", porém, foi aclamado pela crítica e obteve um sucesso moderado nas tabelas musicais de países como a Suíça, a Irlanda e a França. "Burning Desire" foi extraída como a última música de trabalho do EP, estando inclusa somente em sua edição da iTunes Store. Para ajudar a divulgação do material, a cantora lançou Tropico, um curta-metragem estreado pela própria e dirigido por Anthony Mandler, que apresenta as canções "Body Electric", "Gods & Monsters" e "Bel Air", e posteriormente um EP single homônimo, que reúne aquelas canções e ainda a própria gravação.

## Antecedentes e lançamento
Em entrevista à RTVE em 15 de junho de 2012, Del Rey anunciou que estava trabalhando em um novo álbum planejado para ser lançado em novembro, e que já tinha escrito cinco músicas, sendo duas delas: "Young and Beautiful", e "Gods and Monsters", e outra faixa intitulada "Body Electric", que foi performada e anunciada como uma de suas canções durante a BBC Radio1's Hackney Weekend.[carece de fontes?] Tim Blackwell da rádio Nova FM da Austrália, Del Rey acrescentou que não seria um novo álbum, mas apenas um relançamento, e que ela o descreve como A edição paraíso de Born to Die. Del Rey afirmou que a nova versão teria cerca de sete novas canções.
O lançamento de Paradise ocorreu em 12 de novembro de 2012 no Reino Unido e um dia depois nos Estados Unidos. O re-lançamento do álbum, foi intitulado como Born to Die - The Paradise Edition, o álbum estava disponível para pré-venda, oferecendo um download imediato de uma faixa bônus, intitulada "Burning Desire" em alguns países. As nove músicas estariam disponíveis em CD e LP intitulado Paradise, e em uma versão de dois discos especiais, incluindo as faixas presentes em Born To Die, um álbum de remixes, um DVD com sete vídeos musicais e um vinil de 7" com duas versões de "Blue Velvet".

## Promoção
Juntamente com o álbum Paradise, Del Rey planeja lançar um curta-metragem intitulado "Tropico" que apresenta as canções "Bel Air", "Body Electric", e "Gods and Monsters". Através de diversas plataformas de mídia social, Del Rey lançou imagens promocionais para o filme, retratando uma Del Rey em uma touca que lembra a de Maria, Mãe de Jesus e outro com Del Rey segurando uma cobra e posando como Eva, a mulher bíblica de Adão de Gênesis. No Twitter, Del anunciou que o filme iria estrear no Hollywood Forever Cemetery, em Los Angeles, referindo-se ao curta-metragem como uma "despedida". Os críticos notaram que este contradizia outras reivindicações por Del Rey que iria lançar um terceiro álbum de estúdio, com uma demonstração da música "Black Beauty" tendo seu vazamento on-line.

## Lista de faixas
| N.º            | Título            | Letras                     | Produzido por    | Duração |  |
| 1.             | "Ride"            | Lana Del Rey Justin Parker | Rick Rubin       | 4:49    |  |
| 2.             | "American"        | Lana Del Rey Rick Nowels   | Rick Nowels      | 4:08    |  |
| 3.             | "Cola"            | Lana Del Rey, Rick Nowels  | Rick Nowels      | 4:20    |  |
| 4.             | "Body Electric"   | Lana Del Rey, Rick Nowels  | Rick Nowels      | 3:53    |  |
| 5.             | "Blue Velvet"     | Bernie Wayne, Lee Morris   | Haynie           | 2:38    |  |
| 6.             | "Gods & Monsters" | Lana Del Rey, Tim Larcombe | Larcombe, Haynie | 3:57    |  |
| 7.             | "Yayo"            | Lana Del Rey               | Heath, Haynie    | 5:21    |  |
| 8.             | "Bel Air"         | Lana Del Rey, Dan Heath    | Heath            | 3:57    |  |
| Duração total: | Duração total:    | Duração total:             | Duração total:   | 33:07   |  |

| Faixa bônus do iTunes Store |                  |                 |                |         |  |
| N.º                         | Título           | Compositor(es)  | Produtor(es)   | Duração |  |
| 9.                          | "Burning Desire" | Del Rey, Parker | Haynie         | 3:51    |  |
| Duração total:              | Duração total:   | Duração total:  | Duração total: | 36:58   |  |

| Faixa bônus do Target |                                            |                          |                                        |         |  |
| N.º                   | Título                                     | Compositor(es)           | Produtor(es)                           | Duração |  |
| 9.                    | "Blue Velvet" (Penguin Prison Remix)       | Bernie Wayne, Lee Morris | Haynie (remixado por Chris Glover)     | 5:03    |  |
| 10.                   | "Blue Velvet" (Hans-Peter Lindstrøm Remix) | Bernie Wayne, Lee Morris | Haynie (remix de Hans-Peter Lindstrøm) | 9:36    |  |
| Duração total:        | Duração total:                             | Duração total:           | Duração total:                         | 47:32   |  |

| Faixa bônus do Amazon |                                                    |                                 |                  |         |  |
| N.º                   | Título                                             | Compositor(es)                  | Produtor(es)     | Duração |  |
| 9.                    | "Blue Velvet" (Penguin Prison Remix)               | Bernie Wayne, Lee Morris        | Haynie           | 5:03    |  |
| 10.                   | "Summertime Sadness" (Todd Terry Remix)            | Del Rey, Nowels, Kieran De Jour | Haynie, Nowels*  | 6:26    |  |
| 11.                   | "National Anthem" (bretonLABS Remix)               | Del Rey, Parker, The Nexus      | Haynie, Bhasker^ | 4:01    |  |
| 12.                   | "Blue Jeans" (RAC Mix)                             | Del Rey, Haynie, Dan Heath      | Haynie           | 3:42    |  |
| 13.                   | "Born to Die" (Kris Di Angelis 'Love Below' Remix) | Del Rey, Parker                 | Haynie           | 5:10    |  |
| 14.                   | "Video Games" (Jakwob and Etherwood Remix)         | Del Rey, Parker                 | Robopop          | 3:44    |  |
| Duração total:        | Duração total:                                     | Duração total:                  | Duração total:   | 61:13   |  |

## Desempenho nas paradas musicais
Paradise estreou no número dez na Billboard 200, vendendo 67.000 cópias em sua primeira semana.
| Tabela musical [A]                                   | Melhor posição |
| ---------------------------------------------------- | -------------- |
| Austrália (ARIA Charts)                              | 17             |
| Bélgica (Ultratop 50 de Flandres)                    | 6              |
| Bélgica (Ultratop 40 da Valônia)                     | 15             |
| Canadá (Canadian Albums Chart)                       | 10             |
| Estados Unidos (Billboard 200)                       | 10             |
| Estados Unidos (Alternative Albums)                  | 4              |
| Estados Unidos (Rock Albums)                         | 4              |
| Finlândia (IFPI Finlândia)                           | 20             |
| Japão (株式会社オリコン)                             | 35             |
| Nova Zelândia (The Official New Zealand Music Chart) | 19             |
| Países Baixos (MegaCharts)                           | 15             |
| Polônia (Związek Producentów Audio Video)            | 4              |
| Suécia (Swedish Recording Industry Association)      | 22             |

| Região (Certificador) | Certificação | Vendas  |
| --------------------- | ------------ | ------- |
| França (SNEP)         | Ouro         | 50.000+ |

## Histórico de lançamento
| Região         | Data                   | Formato              |
| -------------- | ---------------------- | -------------------- |
| Austrália      | 9 de novembro de 2012  | CD                   |
| Mundo          | 12 de novembro de 2012 | Vinil de 12"         |
| Alemanha       | 13 de novembro de 2012 | CD                   |
| Estados Unidos | 13 de novembro de 2012 | CD, download digital |

1. ↑  Tribune Publishing (26 de janeiro de 2014). «Grammys 2014: The complete list of nominees and winners» (em inglês). Los Angeles Times. Consultado em 20 de janeiro de 2012
2. 1 2  «Lana del Rey, eléctrica y Amon Tobin calentando motores para su espectacular show en Sónar» (em espanhol). RTVE. 15 de junho de 2012. Consultado em 19 de junho de 2012
3. ↑  Kaufman, Gil. «Lana Del Rey's Paradise Edition Of Debut Features Eight New Songs». MTV. Viacom. Consultado em 26 de setembro de 2012
4. ↑  Lipshutz, Jason. «Lana Del Rey Releases 'Ride' Single From 'Born To Die' Deluxe Edition». Billboard. Prometheus Media Group. Consultado em 26 de setembro de 2012
5. 1 2 3 4  «Lana Del Rey, as the Virgin Mother, Hints 'Tropico' Film Will Send Her Career to Heaven». Spin. Spin Media. 19 de agosto de 2013. Consultado em 28 de agosto de 2013
6. 1 2 3 4  «Lana Del Rey confuses fans by tweeting about 'the farewell project'». NME. 18 de agosto de 2013. Consultado em 28 de agosto de 2013
7. ↑  «Born to Die - The Paradise Edition» (em inglês). Consultado em 13 de novembro de 2012
8. ↑  «Paradise EP Target» (em inglês). Consultado em 13 de novembro de 2012
9. ↑  «Born to Die - Bonus Tracks» (em alemão). Consultado em 13 de novembro de 2012
10. ↑  «Lana Del Rey Debuts at #10 on Billboard 200 With 'Paradise' EP (Interscope/Polydor)». PR Newswire. Santa Monica, California: United Business Media. 21 de novembro de 2012. Consultado em 22 de novembro de 2012
11. ↑  «ARIA Charts » Lana Del Rey Album & Song Chart History» (em inglês). Australian Recording Industry Association. Consultado em 3 de dezembro de 2014
12. ↑  «Ultratop 50 » Lana Del Rey & Song Chart History» (em alemão). BEA. Consultado em 3 de dezembro de 2014
13. ↑  «Ultratop 40 » Lana Del Rey & Song Chart History» (em francês). BEA. Consultado em 3 de dezembro de 2014
14. ↑  Nielsen Business Media, Inc. «Canadian Albums Chart » Lana Del Rey Album & Song Chart History». Billboard (em inglês). Consultado em 3 de dezembro de 2014
15. ↑  Nielsen Business Media, Inc. «Billboard 200 » Lana Del Rey Album & Song Chart History». Billboard (em inglês). Consultado em 3 de dezembro de 2014
16. ↑  Nielsen Business Media, Inc. «Alternative Albums » Lana Del Rey Album & Song Chart History». Billboard (em inglês). Consultado em 3 de dezembro de 2014
17. ↑  Nielsen Business Media, Inc. «Rock Albums » Lana Del Rey Album & Song Chart History». Billboard (em inglês). Consultado em 3 de dezembro de 2014
18. ↑  «IFPI Finlândia » Lana Del Rey Album & Song Chart History» (em finlandês). IFPI Finlândia. Consultado em 3 de dezembro de 2014
19. ↑  «株式会社オリコン » ロード (歌手)アルバム＆ソングチャートの歴史» (em japonês). 株式会社オリコン. Consultado em 3 de dezembro de 2014
20. ↑  «The Official New Zealand Music Chart » Lana Del Rey Album & Song Chart History» (em inglês). Recording Industry Association of New Zealand. Consultado em 3 de dezembro de 2014
21. ↑  «MegaCharts » Lana Del Rey Album & Song Chart History» (em neerlandês). MegaCharts. Consultado em 3 de dezembro de 2014
22. ↑  «Związek Producentów Audio Video » Lana Del Rey Album & Song Chart History» (em polaco). Związek Producentów Audio Video. Consultado em 3 de dezembro de 2014
23. ↑  «The Official Swedish Chart Company » Lana Del Rey Album & Song Chart History» (em sueco). Swedish Recording Industry Association. Consultado em 3 de dezembro de 2014
24. ↑  «Certified Awards » Lana Del Rey: Ultraviolence» (em francês). SNEP. Consultado em 17 de fevereiro de 2015
25. ↑  «Paradise». sanity.com.au. Sanity ABN. 2012. Consultado em 24 de outubro de 2012
26. ↑  «Born To Die- The Paradise Edition 12" Vinyl». Universal Music. Consultado em 24 de outubro de 2012
27. ↑  «Lana Del Rey: Paradise». jpc-schallplatten Versandhandelsgesellschaft mbH (em alemão). 2012. pp. http://www.jpc.de/jpcng/poprock/detail/–/art/Lana–Del–Rey–Paradise/hnum/1288142
28. ↑  «Lana Del Rey - Top Albums». iTunes Store. Apple Inc. Consultado em 24 de outubro de 2012

NotasA  - Em países como a Austrália, a Bélgica, a Finlândia, os Países Baixos, a Polônia e a Suécia, as vendas de Paradise são contadas juntamente com as vendas de Born to Die: The Paradise Edition.